# Cincinnati Bengals 1999
La stagione 1999 dei Cincinnati Bengals è stata la 31ª della franchigia nella National Football League, la 33ª complessiva. Nell'ultima stagione al Riverfront Stadium, allora noto come Cinergy Field, i Bengals persero 10 delle prime 11 gare. Dopo due vittorie consecutive, la squadra affrontò i Cleveland Browns, appena tornati nella lega, nell'ultima gara al Riverfront Stadium. I Bengals vinsero per 44–28 prima di perdere le ultime due gare e terminare con un record di 4–12.

## Roster
| Roster dei Cincinnati Bengals nel 1999 |
| --- |
| Quarterback - 8 Jeff Blake - 4 Scott Covington - 15 Eric Kresser - 11 Akili Smith Running Back - 38 Michael Basnight - 28 Corey Dillon - 46 Clif Groce FB - 30 Nick Luchey FB - 44 Brian Milne FB - 39 Sedrick Shaw Wide Receiver - 87 Damon Griffin - 85 James Hundon - 80 Willie Jackson - 81 Carl Pickens - 86 Darnay Scott - 84 Craig Yeast Tight End - 89 Marco Battaglia - 88 Steve Bush - 82 Tony McGee Offensive Linemen - 71 Willie Anderson T - 74 Rich Braham C - 73 Brian DeMarco G - 63 Mike Goff G - 62 Brock Gutierrez C - 60 Rod Jones T - 58 Jay Leeuwenburg G - 72 Matt O'Dwyer G - 75 Jamain Stephens T Defensive Linemen - 90 Michael Bankston DE - 92 John Copeland DE - 99 Oliver Gibson DT - 94 Jevon Langford DE - 97 Andre Purvis DE - 70 Glen Steele DT - 67 Kimo von Oelhoffen DT Linebacker - 98 Canute Curtis OLB - 91 Billy Granville ILB - 50 Ben Peterson - 57 Adrian Ross OLB - 56 Brian Simmons ILB - 51 Takeo Spikes ILB - 52 Jimmy Sprotte ILB - 55 Reinard Wilson OLB Defensive Back - 33 JoJuan Armour FS - 40 Myron Bell SS - 21 Tom Carter CB - 21 Rico Clark CB - 26 Cory Hall FS - 27 Artrell Hawkins CB - 22 Rodney Heath CB - 20 Ty Howard CB - 34 Tremain Mack CB - 31 Greg Myers FS - 42 Lawrence Wright SS Special Team - 10 Will Brice P - 6 Brad Costello P - 9 Doug Pelfrey K Lista delle riserve - 36 Brandon Bennett RB (IR) - 37 Roosevelt Blackmon CB (IR) - 32 Ki-Jana Carter RB (IR) - 76 Mike Doughty T (IR) - 25 Charles Fisher CB (IR) - 95 Steve Foley OLB (IR) - 24 Ric Mathias DB (IR) - 29 Kevin Moore DB (IR) - 59 Greg Truitt LS (IR) |
| Legenda - I rookie sono in corsivo. - Il primo ruolo è il principale mentre gli eventuali successivi indicano i ruoli secondari. - (IR) sta per Injured Reserve ed indica la lista ristretta per un solo giocatore infortunato che può tornare ad allenarsi dopo la settimana 6 e a rientrare in prima squadra dopo che questa ha giocato 8 partite. - (NF-Inj.) / (NF-Ill.) stanno rispettivamente per Non-Football Injured e Non-Football Illness ed indicano le liste dove viene inserito un giocatore che ha un infortunio o una malattia non dipendente dal football americano. - (PUP) sta per Physically Unable to Perform ed indica la lista dove viene inserito un giocatore mentre è in attesa di recuperare la condizione fisica. Nella stagione regolare dopo la sesta partita giocata dalla propria squadra, il giocatore ha tempo tre settimane per riprendere ad allenarsi, più tre settimane aggiuntive dal suo rientro agli allenamenti per rientrare in prima squadra. |

## Calendario
| Stagione regolare |                    |                         |                    |                    |                          |                    |
| Turno             | Data               | Avversario              | Risultato          | Record             | Stadio                   | Pubblico           |
| 1                 | 12 settembre       | at Tennessee Titans     | S 35–36            | 0–1                | Adelphia Coliseum        | 65,272             |
| 2                 | 19 settembre       | San Diego Chargers      | S 7–34             | 0–2                | Cinergy Field            | 47,660             |
| 3                 | 26 settembre       | at Carolina Panthers    | S 3–27             | 0–3                | Ericcson Stadium         | 61,269             |
| 4                 | 3 ottobre          | St. Louis Rams          | S 10–38            | 0–4                | Cinergy Field            | 45,481             |
| 5                 | 10 ottobre         | at Cleveland Browns     | V 18–17            | 1–4                | Cleveland Browns Stadium | 73,048             |
| 6                 | 17 ottobre         | Pittsburgh Steelers     | S 3–17             | 1–5                | Cinergy Field            | 59,669             |
| 7                 | 24 ottobre         | at Indianapolis Colts   | S 10–31            | 1–6                | RCA Dome                 | 55,996             |
| 8                 | 31 ottobre         | Jacksonville Jaguars    | S 10–41            | 1–7                | Cinergy Field            | 49,138             |
| 9                 | 7 novembre         | at Seattle Seahawks     | S 20–37            | 1–8                | Kingdome                 | 66,303             |
| 10                | 14 novembre        | Tennessee Titans        | S 14–24            | 1–9                | Cinergy Field            | 46,017             |
| 11                | 21 novembre        | Baltimore Ravens        | S 31–34            | 1–10               | Cinergy Field            | 43,279             |
| 12                | 28 novembre        | at Pittsburgh Steelers  | V 27–20            | 2–10               | Three Rivers Stadium     | 50,907             |
| 13                | 5 dicembre         | San Francisco 49ers     | V 44–30            | 3–10               | Cinergy Field            | 53,463             |
| 14                | 12 dicembre        | Cleveland Browns        | V 44–28            | 4–10               | Cinergy Field            | 59,972             |
| 15                | Settimana di pausa | Settimana di pausa      | Settimana di pausa | Settimana di pausa | Settimana di pausa       | Settimana di pausa |
| 16                | 26 dicembre        | at Baltimore Ravens     | S 0–22             | 4–11               | PSINet Stadium           | 68,036             |
| 17                | 2 gennaio          | at Jacksonville Jaguars | S 7–24             | 4–12               | Alltel Stadium           | 70,532             |

Note
- Gli avversari della propria division sono in grassetto.

## Classifiche
| AFC Central Division     |    |    |   |      |     |     |     |
|                          | V  | S  | P | %    | PF  | PS  | STR |
| (1) Jacksonville Jaguars | 14 | 2  | 0 | .875 | 396 | 217 | V1  |
| (4) Tennessee Titans     | 13 | 3  | 0 | .813 | 392 | 324 | V4  |
| Baltimore Ravens         | 8  | 8  | 0 | .500 | 324 | 277 | S1  |
| Pittsburgh Steelers      | 6  | 10 | 0 | .375 | 317 | 320 | S1  |
| Cincinnati Bengals       | 4  | 12 | 0 | .250 | 283 | 460 | S2  |
| Cleveland Browns         | 2  | 14 | 0 | .125 | 217 | 437 | S6  |